# Катастрофа A320 у Яванському морі
Рейс 8501 Indonesia AirAsia (QZ8501/AWQ8501) — рейс малайзійської авіакомпанії Indonesia AirAsia, літак Airbus A320-200, який пропав безвісти на шляху із Сурабая до Сінгапуру 28 грудня 2014 року. На борту було 155 пасажирів і 7 членів екіпажу.

## Зникнення
Літак вилетів з аеропорту Сидоарджо о 5:35 за місцевим часом (UTC+7) і мав приземлитися в аеропорту Чангі о 8:30 (SGT, UTC+8).
Літак перебував під контролем повітряного руху Індонезії, коли вони дали команду відхилитися від своєї початкової траєкторії польоту через погані погодні умови. О 7:24 за місцевим часом з літаком був втрачений зв'язок. У цей час він перебував над Яванським морем між Калімантаном і Явою.
Метеорологічний аналіз показав, що Літак перетинав шторм кластері за кілька хвилин до свого зникнення.

## Пасажири й екіпаж
AirAsia опублікувала дані про громадянство 155 пасажирів, включаючи 138 дорослих, 16 дітей і одне немовля. Також на борту перебували семеро членів екіпажу, включаючи двох пілотів.
| Громадянство пасажирів і членів екіпажу | Кількість людей |
| Індонезія                               | 155             |
| Південна Корея                          | 3               |
| Франція                                 | 1               |
| Малайзія                                | 1               |
| Сінгапур                                | 1               |
| Велика Британія                         | 1               |